# Tanaecium jaroba
Tanaecium jaroba là một loài thực vật có hoa trong họ Chùm ớt. Loài này được Sw. miêu tả khoa học đầu tiên năm 1788.